# Vikingetiden i Norge
 Der er for få eller ingen kildehenvisninger i denne artikel, hvilket er et problem. Du kan hjælpe ved at angive troværdige kilder til de påstande, som fremføres i artiklen.

Vikingetiden i Norge regnes arkæologisk set fra ca. 800 til ca. 1050. Historisk set regnes den mere specifikt fra angrebet på Lindisfarne i 793 til slaget ved Stamford Bridge i 1066.
Selv om det første vikingangreb i England fandt sted på Isle of Portland i 789, er det imidlertid med plyndringen af klosteret på Lindisfarne i 793, at vikingerne for alvor dukker op i europæisk historie. Produktionsniveauet øgedes i landbruget, fordi jernet blev taget i brug, og det blev efterhånden mangel på dyrkbar jord. Mange valgte at udvandre og den enkleste måde at skaffe sig indtægter var ofte plyndring. Vikingerne skaffede sig hurtigt et dårlig rygte blandt samtidens kristne europæere. Men vikingetiden var også præget af handel, ikke bare i Europa, men også med blandt andet Det Byzantinske Rige og Abbaside-kalifatet.
Samlingen af Norge til et rige var også en grunden til den stærke udvandring. Kongernes magt øgedes, og de gjorde krav på skatter og afgifter. Mange ville hellere prøve lykken udenlands end at leve i et kongedømme.
Nye områder blev bebygget på den nordlige norske kyst, vestover til Island, Færøerne, Shetlandsøerne, Orkneyøerne, Skotland og Irland. Senere også Grønland og Vinland (Amerika).

## Den tidligste kristne påvirkning
Fund under udgravningerne af Kaupang i Skiringssal viser at der allerede i 800-tallet ikke bare var kontakt mellem nordmændene og de kristne dele af Europa, men at der fandtes en lille kristen befolkning i landet. Fra 700-tallet havde nordmændene stødt på den nye religion som røvere, handelsmænd og lejesoldater, og som indvandrere til Orkneyøerne og Hebriderne, Irland, England og Frankrig. I Frankrig lader der til at nordboerne forholdsvis snart sluttede sig til den lokale religion, og Rouen blev et mødested mellem kristendommen og besøgende nordmænd som så bragte indtryk og impulser med sig nord- og hjemover igen.

## Småriger og tingområder
Før det 9. århundrede dukkede mindre samfundsdannelser op i Norge. Bygderne omkring Trondheimsfjorden samlede sig til et tingfællesskab (þrændalog), hvor hovedtinget sandsynligvis blev sat på Frosta. I de sydligere områder blev der dannet mindre tingfællesskaber og også små kongedømmer.
I 800-tallet begynder smårigerne at skaffe sig indtægter gennem plyndringstogter og handel. Der opstod et stabilt kongedømme i Vestfold–Vestoppland med tilknytning til Ynglingeslægten i Uppsala. Kaupang i Skiringssal i Vestfold voksede til at blive et handelssted med en international kontaktflade. Vestfold var agrarøkonomisk set det rigeste område i landet, og udover 800-tallet voksede deres magt. Der var også rige områder i Trøndelag, men de manglede en fælles, permanent ledelse. Der kom heller ikke nogen samlet ledelse over smårigerne i Vestlandet.
I de kongelige frankiske annaler for året 813 omtales Vestfold som «yderst mod nordvest» i det danske kongedømme. Magtcentrene i Borre og Kaupang kan derfor have været under dansk kontrol eller indflydelse i denne tid. Dette har også blevet brugt som dokumentation på at Vestfold omfattede Agder i vikingetiden. Også Ottars beretning placerer områderne omkring Oslofjorden indenfor dansk herredømme.

## Et gårds- og slægtssamfund
Bosætingen i Norge var knyttet til gården, og derved til udnyttelse af jorden og kystfiskeri.
Gården var hjem og arbejdsplads for en hierarkisk ordnet gruppe mennesker, med husbonden øverst. Gårdens befolkning bestod af hans familie, frie gårdsarbejdere og træller.
Forholdet til døde forfædre var en integreret del af livet på gården, og gravhøje lå i nærheden af gårdsanlægget. Det varierede udvalg af genstandstyper fra hverdagslivet som er fundet ved udgravingerne af gravhøjerne tyder på at man opfattede livet efter døden som en form for videreføring af dette liv. Det er muligt at der blev ofret til, eller «vist respekt overfor», forfædrene gennem ritualer.
De nordiske guder blev dyrket i varierende grad. Antagelig var særlig Frej, som rådede over frugtbarhed og grøde, en agtet gud blandt den jævne jordbruger.

## Kunst og genstandskultur
De genstande som eftertiden kendes som kunstgenstande fra vikingetiden, var ikke «kunst» i moderne forstand, men almindelige brugsgenstande med forskellig grad af bearbejdning og visuelle udtryk. Graden af bearbejdning kunne variere med velstanden hos ejeren, og med brugsformålet. Blandt de genstande som er bevaret findes gudeskulpturer, votivgaver – for eksempel i form af guldgubber, sværd og sværdskæfter, bæltespænder, Brocher, spænder, ringe og armbånd, drikkebæger, stigbøjler, sporer, skjolde og stridsøkser.
Motivet på skjoldene var hentet fra de mest populære fortællinger i gude- og heltedigtene: Odins kamp mod Fenrisulven, Thors kamp mod Midgårdsormen, og Sigurd Fafnersbanes bedrifter.
Det fandtes i nogen grad vævede tekstiler i form af billedtæpper, i det mindste er der fundet sådanne i gravhøjen Oseberghaugen ved Tønsberg, men tekstiler nedbrydes hurtigere end metalgenstande, og det er næppe muligt at sige hvor udbredt sådanne tekstiler var. Tekstilerne fra Osebergfundet var dekoreret med scener fra norrøne heltesagn.
I Gotland er der blandt andet fundet billedstenen Tjängvidestenen, med dekorationer som skal repræsentere et minde om en afdød. Tilsvarende sten er ikke fundet i Norge. Stenen har ornamentale figurer, og motiver fra heltesagn som afspejler gravgaverne. Skibsafbildninger forekommer også på disse sten.
Genstande i flere materialer, både på træ, sten og metal, var dekoreret med dyreornamentik i forskellige former. Denne ornamentik er inddelt i udviklingsfaser eller stilperioder som bruges til datering. Ornamentikken omfatter bladranker, drager, hundeansigter, gribedyr og løver.

## Harald Hårfager
Det er vanskelig at give en nøgtern fremstilling af den historiske skikkelse Harald Hårfager. Sagateksterne om ham, særlig de yngste (deriblandt Heimskringla), er fulde af modstridende oplysninger og en del som uden videre må karakteriseres som vandre- og ophavssagn. Historieforskningen har imidlertid i hovedsagen fulgt Sagaernes.
Ud fra denne baggrund har det været almindelig at se Harald Hårfager som konge af Vestfold. Han forstærkede sin magt gennem samarbejde med håløygjarlene som nu fik fodfæste i Trøndelag som Ladejarlene, og Mørejarlene, som vandt en dominerende stilling i Nordvestlandet og på Orkneyøerne. Dette samarbejde opstod primært for at sikre handelsvejene langs kysten af Vestlandet. De småkonger som modstod den øgede magt til Vestfoldskongen blev slået en efter en. Kong Eirik af Hordaland og Kong Sulke af Rogaland samlede, med andre småkonger, sammen en hær for at stå imod Harald. Slaget i Hafrsfjord (ca. 872) er traditionelt set som en af de vigtigste hændelser i norsk historie. Slaget blev vundet af Harald og han kunne nu blive kaldt konge af hele Norge.
Reelt var kongedømmet under direkte kontrol af kong Harald kun i Sør-Vestlandet, mellem Sognefjorden og øen Tromøya. Jarlerne i Møre og i Trøndelag styrede overvejende deres egne områder uafhængig af kongen, mens Østlandet blev delt mellem Haralds sønner. Der opstod en kamp mellem kong Haralds arvinger om hvem der skulle overtage kongedømmet efter Haralds død. Kongedømmet faldt næsten fra hinanden, men tanken om et rigskongedømme havde vundet frem i befolkningen.
Historikeren Claus Krag har i flere arbejder gået imod denne opfattelse. Ved nøje kritisk gennemgang af hele sagalitteraturen og de samtidige kilder (skjaldekvaderne – særlig i Ynglingatal og Haraldskvadet) har han kommet frem til andre resultater:
Ifølge Krag var Harald født i Østlandet. Faderen hed Halfdan, og var måske identisk med Halvdan Svarte. Harald kom tidlig til morfaderen i Sogn, hvor han blev opfostret, og arvede riget etter morfaderen. Han er efter Krags syn en ren vestlandskonge, og at han begyndte tidligt at udvide riget. Før slaget i Hafrsfjord var han tydeligvis anerkendt som overkonge i store dele af Vest-Norge. Slaget stod altså mellem Haralds vestnorske styrker og en allieret hær af ryger, egder og en afdeling danske elitesoldater. Efter sejren i Hafrsfjord måtte taberne anerkende Harald som overkonge, og hans rige strakte sig nu fra Rygjarbit i Kragerø til Nordfjord.
Harald var nu stærk nok til at forhandle med dem som havde magten på nordsiden, nemlig jarlerne i Møre og Lade. De kom til enighed og indgik i en slags føderation hvor Harald blev anerkendt som overkonge. Fra lidt før 900 har altså Harald haft overherredømme over hele kystnorge fra Hålogaland i nord til Grenland i sydøst.
Sandsynligvis har småkongerne i østlandsområdet – særlig i de kystnære områder haft nære handelsforbindelser med kontinentet over Danmark. Det er derfor mest sandsynlig at de i den udstrækning de anerkendte en overherre holdt sig til danekongen. En støtte for denne teori findes i beretningen om at kong Harald Klak af Danmark en gang i begyndelsen af 900-tallet måtte udruste en straffeekspedition for at slå et oprør ned blandt vestfoldingerne. Man skal også lægge mærke til at sagaerne har tal på Harald Hårfagers fem kongsgårde. De lå alle i Vestlandet, mellem Ryfylke og Nordhordland.
Sagaerne beretter om mange sønner efter Harald Hårfager – mistænkelig mange. Sandsynligvis er mange af de «sønner» sagaerne nævner enten fiktive personer, eller de har kun lidt eller ingen forbindelse med Hårfagerslægten. Der er kun to som kan være sønner til Harald; Eirik og Håkon.

## Håkon den gode
Erik Blodøkse var Haralds ældste søn og den som blev udpeget af sin far til at blive overkonge over Hårfagerslægten. Men han blev slået af Håkon den Gode, en søn af kong Harald som var opfostret hos kong Adelsten af England. Eirik måtte rømme landet da Håkon kom tilbage til Norge for at tage kongemagten. Han var ikke vellidt på grund af sin brutalitet, med plyndringer og hærgen. Håkon fik derfor støtte fra de norske høvdinger.
Håkon fik tilnavnet «den gode» fordi han samarbejdede med bønderne. Da hans forsøg på at indføre kristendommen til Norge blev mødt med modstand valgte Håkon at respektere folkets vilje. Han frasagde aldrig den kristne tro, men Snorre fortæller at han deltog for at vise velvilje til hans undersåtter. Håkon var den første kristne konge af Norge.
Under Håkon skete der store forandringer i hvordan riget blev styret; Han indførte det nye lagting: Gulatinget og Frostatinget. I de gamle lagtinger havde alle frie mænd ret til at møde, i det nye system mødtes repræsentanter fra distrikterne, udnævnt af årmændene på det lokale bygdeting. Håkon oprettede også også et ledingsystem, hvor bønderne langs kysten var forpligtet til at skaffe langskibe og mandskab. Flåden skulle stå i kongens tjeneste og være udrustet til to måneders indsats. Kongens nye ordninger styrkede riget, men det skulle vise sig at kongedømmets styrke var stærkt knyttet til kongen selv. Da Håkon blev dræbt i slaget ved Fitjar i 961 stod det norske kongedømmet fortsat på en utryg grund.

## Ladejarlerne
Erik Blodøkses sønner havde dannet en alliance med danskekongen Harald Blåtand, og det var dem som nu trueede Håkon den gode. Aftalen gik ud på at Eriks søn Harald Gråfeld og hans brødre skulle overtage Norge som underkonger af danekongen. Selv om Haralds hær blev besejret i slaget ved Fitja blev kong Håkon dræbt. Og Håkon erklærede ved sit dødsleje at Erikssønnerne skulle overtage hans rige og bad dem om at gøre fred med hans frænder. Harald Gråfeld drog så til Norge, tog kongsnavn og forsonede sig med de andre høvdinger i landet.
Men det tog ikke lang tid før Erikssønnene higede efter mere magt. Da Harald og hans brødre gik til kamp mod ladejarlerne som styrede Vestlandet, Trøndelag og Nord-Norge og dræbte Sigurd Håkonsson Ladejarl, tog danekongen parti med ladejarlerne. Harald blev kaldt tilbage til Danmark og dræbt. Styret af landet blev så givet til ladejarlen Håkon Sigurdsson. Disse hændelser førte til det lange uvenskab mellem ladejarlerne og Hårfagerslægten.
Stormændene i Trøndelag og Hålogaland så den centrerede norske kongemagt som indtrængende, og ønskede hellere at være underlagt en udenlandsk konge. Håkon jarl styrede nu styre landet som jarl under Harald Blåtand og senere hans søn Svend Tveskæg. Efter at Håkon slog de danske jomsvikingerne i Slaget ved Hjörungavágr i 986 kunne de operere så at sige frit uden indblandinger fra kongen. Men to hårfagreætlinger ved navn Olav skulle nu tage kampen op mod jarlene og det danske overherredømme. De havde begge opparbejdet sig rigdomme gjennem vikingetogter og kunne køpe sig støtte fra de norske høvdinger.
Håkon jarl nægtede at føje sig da kong Harald prøvede at indføre kristendommen i Norge og han tog efterhånden mere og mere kontrol over styringen af landet og blev stærkt misliggjort af stormændene i Trøndelag. Så da Olav Tryggvason kom til Trøndelag med en hær i 995 støttede høvdingerne op om Olav. Dette førte til at Håkon måtte flygte og gemme sig under en grisekasse på gården Rimol i Melhus. Der blev han dræbt af sin gode ven og trælle, Tormod Kark. Olav nåede aldrig at få fuldstændig kontrol over landet, og hans forsøg på at udrydde den gamle religion blev ikke godt modtaget. Håkon Ladejarls sønner dannede en alliance med danekongen Svend Tveskæg og sveakongen Oluf Skotkonung, og deres hær mødte kong Olav ved Slaget ved Svold, år 1000. Olav måtte se sig slået af overmagten og druknede t under flugten.
Efter slaget ved Svold delte sejrherrerne landet mellem sig. Olof sveakonge fik fire fylker i Trøndelag, begge Mørene, Romsdal og Ranrike. Dette rige gav han til Svend jarl som skattkonge. Erik jarl fikk fire fylker i Trøndelag, Hålogaland, Namdal, Fjaler, Sogn og Fjordane, Hordaland, Rogaland, Agder mod syd til Lindesnes, Romerike og Hedmarken. Svend danekonge fik igen Viken.